# Morolica
Morolica è un comune dell'Honduras facente parte del dipartimento di Choluteca.
Il comune è stato istituito nel 1843.